# Family of the Year
 (août 2019).
Family of the Year est un groupe de rock indépendant américain, basé à Los Angeles. Formé en 2009, il est composé de Joseph Keefe (voix et guitare), Sebastian Keefe (voix et batterie), James Buckey (voix et guitare) et Christina Schroeter (voix et clavier).

## Biographie

### Formation
Les frères Sebastian et Joe Keefe commencent leur carrière de guitaristes et de chanteurs dans les groupes Unbusted et The Billionaires, à Boston, dont ils sont originaires. Après un déménagement en Californie, ils rencontrent Christina Schroeter. Le groupe se baptise alors Family of the Year. Il s'élargit ensuite à Brent Freaney, qui sera remplacé par James Buckey, et à Vanessa Long.

### Carrière
En 2009, le groupe auto-produit son premier EP, Where's the Sun, qui permet ensuite la production de leur premier album Songbook. L'EP est ensuite rebaptisé Here's the Sun et sort en 2010.
En 2012, leur chanson Hero leur permet d’accroître leur notoriété.

## Discographie
- Songbook (2009)
- Loma Vista (2012)
- Family of the Year (2015)
- Goodbye Sunshine Hello Nighttime (2018)